# فيليس فوكس
فيليس فوكس (بالإنجليزية: Phyllis Fox) مواليد 1934 وهي عالمة رياضيات وعالمة كمبيوتر أمريكية.
كانت فوكس جزءا من الفريق الذي كتب «دينامو» لمجموعة نظم الأبحاث الديناميكية لـ جاي فوريستير. ثم أصبحت من المتعاونين على أول مترجم للغة LISP ,
والمؤلفة الرئيسة لأول دليل للغة LISP .
بعد أن قضت فترة كأستاذة مثبتة انتقلت إلى مختبرات بيل لتعمل على مكتبة عددية متطورة محمولة PORT.

## المصدر
ويكيبيديا الإنكليزية